# Von Ahnska magasinet
Il Von Ahnska magasinet è un magazzino portuale situato a Umeå, in Svezia. In principio, il magazzino era una stalla di legno costruita dal Luogotenente Colonnello Ludwig August von Hedenberg nel 1887, e sopravvisse al grande incendio dell'anno seguente. In quello stesso anno, il mercante Johan Viktor von Ahn (da cui il nome attuale) comprò l'edificio e lo estese verso il fiume Ume.
L'edificio divenne poi proprietà della Umeå Energi, la cui sede centrale è situata tra il Von Ahnska magasinet e la Gamla bankhuset. Sin dal 1980 l'edificio è stato inserito nella lista di edifici protetti in Svezia.